# PAD4
La PAD4 (de l'anglès Protein-arginine deiminase type 4) és un enzim nuclear que participa en la descondensació de la cromatina mitjançant la citrulinació d'histones, procés pel qual els residus d'arginina es transformen en citrul·lina. Aquesta modificació altera la càrrega de les histones i facilita la relaxació de l'estructura de la cromatina. Aquest, per la seva funció, és una enzim clau en la formació de les trampes extracel·lulars de neutròfils.
La PAD4 s'activa en resposta a estímuls immunològics i està regulada per senyals de calci i espècies reactives d'oxigen (ROS). L'activació combinada de PAD4, NE (elastasa de neutròfil) i MPO (mieloperoxidasa) resulta en la citrulinació de la histona H3 i provocant la descondensació de la cromatina essent un element clau en la regulació del procés de NETosi (alliberació de NETs per part dels neutròfils).
Tot i que PAD4 és essencial per a la citrulinació d'histones i descondensació de la cromatina en la defensa immunitària, quan aquesta es desregula contribueix a malalties inflamatòries com la síndrome de dificultat respiratòria aguda (ARDS), la sèpsia i la trombosi.